# Serious Sam: The Random Encounter
 (février 2025).
Si vous disposez d'ouvrages ou d'articles de référence ou si vous connaissez des sites web de qualité traitant du thème abordé ici, merci de compléter l'article en donnant les références utiles à sa vérifiabilité et en les liant à la section « Notes et références ».
Serious Sam : The Random Encounter est un jeu vidéo du type bullet hell développé en 2011 par Vlambeer et publié par Devolver Digital.

## Description
Le joueur contrôle Sam "Serious" Stone et ses complices à travers de niveaux confinés, s'engageant dans des combats au travers de rencontres aléatoires et au travers de grandes vagues d'ennemis[réf. souhaitée].
Le jeu est sorti le 24 octobre 2011 sur PC.